# Каннский кинофестиваль 1959
12-й Каннский кинофестиваль 1959 года, проходивший со 30 апреля по 15 мая в Каннах, Франция.

## Жюри
- Марсель Ашар (Франция) (председатель)
- Антони Богдзевич (Польша)
- Михалис Какояннис (Греция)
- Карлос Куэнка (Испания)
- Пьер Данино (Франция)
- Жюльен Дювивье (Франция)
- Макс Фавалелли (Франция)
- Джин Келли (США)
- Карло Понти (Италия)
- Мишлин Прель (Франция)
- Сергей Васильев (СССР)
- Филипп Агостини (Франция) (короткометражные фильмы)
- Антонин Броусил (Чехословакия) (короткометражные фильмы)
- Паула Таласкиви (Финляндия) (короткометражные фильмы)
- Жан Виви (Франция) (короткометражные фильмы)
- Вера Вольман (Франция) (короткометражные фильмы)

## Фильмы в конкурсной программе
- Araya
- Кукарача
- Touha
- Фанфары
- Фрёкен Априль
- Наполовину нежная
- Герои
- Лажванти
- Назарин
- Policarpo, ufficiale di scrittura
- Португальская рапсодия
- Белая цапля
- Сафра
- Анна Эдеш
- Насилие
- Дневник Анны Франк
- Хиросима, любовь моя
- Охота
- Военный суд
- Любовники из Терюэля
- Середина ночи
- Отчий дом
- Четыреста ударов
- Путь наверх
- Сон в летнюю ночь
- Звёзды
- Поезд вне расписания
- Matomeno iliovasilemma

## Награды
- Золотая пальмовая ветвь: Чёрный Орфей, режиссёр Марсель Камю
- Приз жюри: Звёзды, режиссёр Конрад Вольф
- Международный приз: Назарин, режиссёр Луис Бунюэль
- Приз за лучшую мужскую роль: Орсон Уэллс, Дин Стокуэлл и Брэдфорд Диллман в фильме Насилие
- Приз за лучшую женскую роль: Симона Синьоре в фильме Путь наверх
- Приз за лучшую режиссуру: Франсуа Трюффо в фильме Четыреста ударов
- Особое упоминание: Белая цапля, режиссёр Тэйноскэ Кинугаса
- Технический гран-при: Любовники из Терюэля
- Лучший короткометражный фильм:
  - День в Нью-Йорке, режиссёр Френсис Томпсон
  - Смена караула, режиссёр Халина Биелинска и Влодзимеж Хаупе
- Лучшая комедия: Policarpo, ufficiale di scrittura
- Приз Международной Католической организации в области кино (OCIC): Четыреста ударов, режиссёр Франсуа Трюффо
- Отборочная комиссия отвергла фильм Алена Рене «Хиросима, любовь моя», чтобы не обидеть американцев, в силу того, что тема обсуждения атомных бомб была под запретом. Этот французский режиссёр — рекордсмен по количеству выпавших на его долю запретов.